# هفتمین قاصد برای ادو
هفتمین قاصد برای ادو (به ژاپنی: 七番目の密使 Nanabanme no Misshi) یک فیلم به کارگردانی کازوئو موری است که در سال ۱۹۵۸ منتشر شد. از بازیگران آن می‌توان به ایچیکاوا رایزو اشاره کرد.